# Prelungire compensatoare
În fonologie și lingvistică istorică, o prelungire compensatoare este un proces care constă în prelungirea vocalei care rezultă din pierdere a consoanei următoare sau din simplificare a diftongului. Este considerat ori să fie un exemplu extrem al coalescenței, ori o încercare a vorbitorilor să rețină cantitate moraică a cuvântului.
Prelungirea compensatoare este procesul destul de frecvent în istoria limbilor. Exemplele se pot găsi în limba greacă veche, limba latină, limbile slave și limba engleză, printre alte.